# Hallstead
Hallstead és una població dels Estats Units a l'estat de Pennsilvània. Segons el cens del 2000 tenia 1.216 habitants.

## Demografia
Segons el cens del 2000, Hallstead tenia 1.216 habitants, 514 habitatges, i 315 famílies. La densitat de població era de 1.173,8 habitants per quilòmetre quadrat.
Dels 514 habitatges en un 30,5% hi vivien nens de menys de 18 anys, en un 45,7% hi vivien parelles casades, en un 11,3% dones solteres, i en un 38,7% no eren unitats familiars. En el 33,9% dels habitatges hi vivien persones soles el 16,5% de les quals corresponia a persones de 65 anys o més que vivien soles. El nombre mitjà de persones vivint en cada habitatge era de 2,37 i el nombre mitjà de persones que vivien en cada família era de 3.
Per edats la població es repartia de la següent manera: un 25,6% tenia menys de 18 anys, un 7,6% entre 18 i 24, un 28,8% entre 25 i 44, un 22,4% de 45 a 60 i un 15,7% 65 anys o més.
L'edat mediana era de 39 anys. Per cada 100 dones de 18 o més anys hi havia 90,1 homes.
La renda mediana per habitatge era de 28.603 $ i la renda mediana per família de 37.708 $. Els homes tenien una renda mediana de 30.395 $ mentre que les dones 20.417 $. La renda per capita de la població era de 14.362 $. Entorn del 7,5% de les famílies i el 9,8% de la població estaven per davall del llindar de pobresa.

## Poblacions més properes
El següent diagrama mostra les poblacions més properes.